# Arbeiderspartij van Nederland (opbouworganisatie)
De Arbeiderspartij van Nederland (opbouworganisatie) of APN(o) was een communistische en hoxhaïstische partij in Nederland.

## Geschiedenis
De APN(o) werd opgericht in 1980 nadat de oprichters zich hadden afgesplitst van de Kommunistiese Arbeiders Organisatie (marxisties-leninisties) (KAO(ml)). Na de breuk tussen Albanië en China koos APN(o) voor het orthodoxe communisme van de Albanese Partij van de Arbeid, onder leiding van Enver Hoxha, terwijl de KAO(ml) trouw bleef aan China.
De Arbeiderspartij gaf onder andere de bladen Revolutionaire Arbeider en Stem van het Socialisme uit en via Uitgeverij Eenheid vertaalde geschriften van Hoxha. Het beginselprogramma Voor Sociale Vooruitgang Vrede en Democratie uit 1982 had als motto 'Laten de rijken de crisis betalen!'.
Op het moment van de fusie waren de Maoïstische en anti-revisionistische partijen (los van de SP) serieus op hun retour, en hadden alle kleinere bewegingen en splinters bij elkaar minder dan honderd leden.